# 大津村 (北海道)
大津村（おおつむら）は、かつて北海道十勝郡に存在した村である。

## 沿革
- 1906年（明治39年）4月1日 - 北海道二級町村制施行により十勝郡大津村・長臼村・鼈奴村・十勝村、中川郡旅来村及び当縁郡当縁村の区域をもって、大津村が発足。河西支庁に所属。
- 1932年（昭和7年）8月15日 - 支庁の改称により十勝支庁に所属。
- 1955年（昭和30年）4月1日 - 大津村の区域を分割して、十勝郡浦幌町、広尾郡大樹町及び中川郡豊頃村に編入する。
  - 大字大津村（一部）・長臼村（一部）、鼈奴村・十勝村 → 浦幌町
  - 大字大津村（一部）・長臼村（一部）・旅来村・当縁村（一部） → 豊頃村
  - 大字当縁村（一部） → 大樹町

## 歴代村長
出典→
1. 小沢熊太（1911年4月19日 - 1912年5月31日）
2. 岩堀代義（1912年9月 - 1914年4月6日）
3. 鶴岡七郎（1914年4月29日 - 1915年4月6日）
4. 佐藤松治（1915年4月1日 - 1917年3月28日）
5. 秋浜融三（1917年3月28日 - 1917年12月23日）
6. 松山友則（1917年12月23日 - 1922年9月30日）
7. 山田力之助（1922年9月30日 - 1923年7月5日）
8. 増川篠夫（1923年7月5日 - 1925年6月5日）
9. 山尾軍平（1925年6月26日 - 1928年9月18日）
10. 小野寺喜三郎（1928年9月18日 - 1931年4月19日）
11. 林勉（1931年4月9日 - 1936年4月9日）
12. 山口要助（1936年4月9日 - 1939年4月10日）
13. 武村宗太郎（1939年4月10日 - 1944年5月16日）
14. 佐藤幸守（1944年5月16日 - 1946年11月7日）
15. 上田定義（村長代理、1946年11月7日 - 1947年4月5日）
16. 水沢一郎（1947年 - 1955年3月31日、2期担当）